# Брассёр, Пьер
Пьер Брассёр (фр. Pierre Brasseur, наст. имя Пьер-Альбер Эспинас фр. Pierre-Albert Espinasse, 22 декабря 1905, Париж, Франция — 16 августа 1972, Брунико, Италия) — французский актёр. Наиболее известен ролями Люсьена в «Набережной туманов», Фредерика Леметра в фильме «Дети райка» и доктора Женессье в «Глазах без лица». Его персонажи всегда отличались эксцентричностью и негативной демонической харизмой. Отец актёра Клода Брассёра.

## Биография
Пьер-Альбер Эспинас родился 22 декабря 1905 года в Париже в актёрской семье — отец, мать и дядя с материнской стороны были театральными актёрами. Уже в 15 лет состоялся его дебют на сцене. Поступил в Парижскую консерваторию на драматическое отделение. Поддерживал отношения с парижской художественной богемой, был близок к сюрреалистам. Публикует в только что основанном ими журнале «Сюрреалистская революция» несколько поэм. Он становится известным драматургом и является автором пьес «Чёрная душа» (1927), «Светский человек» (1928), «Сердце слева» (1929), «Газ» (1936), «Ангел пролетает» (фр. Un ange passe), «Святая Цецилия» (1944), «Волнение в устье реки» (1947). Некоторые из его драм шли в ряде европейских стран; при этом он обычно непосредственно участвовал в спектаклях, исполняя главную мужскую роль.
В 1924 году был статистом в режиссёрском дебюте Жана Ренуара «Дочь воды». В 1925 году получил первое приглашение сняться в кино в большой роли в фильме «Мадам Сен-Жан» (Madame Sans-Gêne) с Глорией Свенсон в главной роли. Последовали ещё несколько предложений, но персонажи продолжительное время оставались второстепенными. В конце 1920-х играл в театре Сент-Антуан вместе с начинающей ещё Даниэль Дарьё. В 1935 году женился на актрисе Одетт Жуаё (брак продлился около 10 лет; несмотря на развод, она так и осталась единственной официальной женой артиста; их сын Клод — известный актёр). В 1938 году пришла большая удача: роль холёного негодяя Люсьена, как и сам фильм Марселя Карне «Набережная туманов», имела успех. Карне стал для Брассёра своеобразным творческим крёстным отцом. Позже актёр снялся у него в лучших работах французского поэтического реализма «Дети райка» (1945 год) и «Врата ночи» (1946 год). Успех имели роли Брассёра в фильме «Тайна Монте-Кристо» (аббат Фариа, 1948 год), картине Жюля Дассена «Закон» (дон Чезаре, 1959 год), экранизации «Братья Карамазовы» (Фёдор, 1969 год).

## Избранная фильмография
- 1924 — Катрин, или Жизнь без радости / Catherine ou Une vie sans Joie, режиссёр Жан Ренуар — эпизод
- 1924 — Дочь воды / La Fille de l’eau, режиссёр Жан Ренуар — эпизод
- 1925 — Мадам Сен-Жен / Madame Sans-Gêne, режиссёр Леонс Пере — эпизод
- 1926 — Огонь! / Feu!, режиссёр Жак де Баронселли — Фремье
- 1931 — Мой друг Виктор / Mon ami Victor, режиссёр Андре Бертомьё — Эдгар Флакон
- 1932 — Квик / Quick, режиссёры Андре Давен, Роберт Сьодмак — Максим
- 1934 — Караван / Caravane, режиссёр Эрик Чарелл — лейтенант де Токай
- 1934 — Гарнизон любви / La Garnison amoureuse, режиссёр Макс де Вокорбей — Поль
- 1934 — Силок для жаворонков / Le miroir aux alouettes, режиссёры Роджер Ле Бон, Ханс Штайнхоф — Жан Фористье
- 1934 — Любовная кадриль / Quadrille d’amour, режиссёры Жермен Фрид, Рихард Айхберг — Робер Ланселот
- 1935 — Ребёнок эскадрона / Le bébé de l’escadron, режиссёр Рене Сти — Макс
- 1936 — Муж мечты / Le Mari rêvé, режиссёр Роджер Капеллани — Рене и Ашиль Даруа
- 1936 — Вам нечего сказать? / La Reine des resquilleuses, режиссёр Макс Гласс — Эдмон Трейвелин
- 1936 — Вечный вальс / La valse éternelle, режиссёр Роджер Капеллани — принц Жорж
- 1937 — Клодина в школе / Claudine à l'école, режиссёр Серж де Полиньи — доктор Дюбуа
- 1937 — Геркулес / Hercule, ou L’incorruptible, режиссёр Александр Эсве — Бастьен
- 1938 — Парижское кафе / Café de Paris, режиссёры Ив Миранде, Жорж Лякомб — Ле Рек
- 1938 — Джузеппе Верди, или Роман гения / Giuseppe Verdi, режиссёр Кармине Галлоне — Александр Дюма
- 1938 — Набережная туманов / Le Quai des brumes, режиссёр Марсель Карне — Люсьен
- 1938 — Женские лица / Visages de femmes, режиссёр Рене Гиссар — Жорж Легран
- 1939 — Путь чести / Le Chemin de l’honneur, режиссёр Жан-Поль Полен — лейтенант
- 1939 — Последняя молодость / Dernière jeunesse, режиссёр Джефф Муссо — Фроссар
- 1939 — Шестой этаж / Sixième étage, режиссёр Морис Клош — Жонваль, циничный молодой человек
- 1940 — Три аргентинца с Монмартра / Trois Argentins à Montmartre, режиссёр Андре Югон — Тонинет
- 1941 — Двое робких / Les Deux timides], режиссёр Ив Аллегре — Ванкувер
- 1941 — Тоби-ангел / Tobie est un ange, режиссёр Ив Аллегре
- 1942 — Перекрёсток / La croisée des chemins, режиссёр Андре Бертомьё — Юбер
- 1942 — Летний свет / Lumière d'été, режиссёр Жан Гремийон — Ролан Мейлар
- 1942 — Обещание неизвестному / Promesse à l’inconnue, режиссёр Андре Бертомьё — Луссак
- 1943 — Прощай, Леонард / Adieu Léonard]], режиссёр Пьер Превер — Проспер Бонненфан
- 1943 — Солнце всегда право / Le Soleil a toujours raison, режиссёр Пьер Бийон — Габриэль
- 1945 — Страна без звёзд / Le Pays sans étoiles, режиссёр Жорж Лякомб — Жан-Тома Пеллерин / Франсуа-Шарль Талакаюд
- 1945 — Иерихон / Jericho, режиссёр Анри Калеф — Жан-Сезар Морен
- 1945 — Дети райка / Les Enfants du paradis, режиссёр Марсель Карне — актёр Фредерик Леметр
- 1945 — Роковая женщина / La Femme fatale, режиссёр Жан Буайе — Жан
- 1946 — Любовь вокруг дома / L’Amour autour de la maison, режиссёр Пьер де Эрен — двенадцатый апостол
- 1946 — Ноев ковчег / L’arche de Noé, режиссёр Анри Жак — Битру
- 1946 — Петрюс / Pétrus, режиссёр Марк Аллегре — Родригес
- 1946 — Врата ночи / Les Portes de la nuit, режиссёр Марсель Карне — Жорж
- 1946 — Рокамболь / Rocambole, режиссёр Жак де Баронселли — Рокамболь
- 1946 — Реванш Баккары / La Revanche de Baccarat, режиссёр Жак де Баронселли — Рокамболь
- 1947 — Круиз для неизвестного / Croisière pour l’inconnu, режиссёр Пьер Монтазель — Эмиль Фрешис
- 1948 — Любовники Вероны / Les Amants de Vérone, режиссёр Андре Кайат — Раффаэль
- 1948 — Белая ночь / Nuit blanche, режиссёр Ришар Потье — Пьер
- 1948 — Тайна Монте-Кристо / Le secret de Monte-Cristo, режиссёр Альбер Валентен — Франсуа Пикар
- 1949 — Миллионеры на один день / Millionnaires d’un jour, режиссёр Андре Юнебель — Франсис
- 1949 — Жюли де Карнилан / Julie de Carneilhan, режиссёр Жак Мануэль — Юбер
- 1949 — Портрет убийцы / Portrait d’un assassin — Фабиус
- 1950 — Человек с Ямайки / L’homme de la Jamaïque, режиссёр Морис де Канонж — Жак Мерваль
- 1950 — Хозяин после Бога / Maître après dieu, режиссёр Луи Дакен — капитан Йорис Книпер
- 1950 — Потерянные сувениры / Souvenirs perdus, режиссёр Кристиан-Жак — Филипп
- 1951 — От Ренуара до Пикассо / From Renoir to Picasso, режиссёр Поль Хасартс  — рассказчик
- 1952 — Король и птица / Le Roi et l’Oiseau, режиссёр Поль Гримо — птица (голос)
- 1952 — Наслаждение / Le Plaisir, режиссёр Макс Офюльс — Жюльен
- 1952 — Багряный занавес / Le Rideau cramois, режиссёр Андре Барсак — Людовик Арнс
- 1953 — Пьянчужка / La Pocharde, режиссёр Жорж Комбре — Пьер Ренневиль
- 1953 — Распутин / Raspoutine, режиссёр Жорж Комбре — Распутин
- 1953 — Обнажённые одеваются / Vétir ceux qui sont nus, режиссёр Марчелло Пальеро — Горлье
- 1954 — Наполеон / Napoléon, режиссёр Саша Гитри — Баррас
- 1954 — Оазис / Oase, режиссёр Ив Аллегре — Антуан Валлен
- 1955 — Нельская башня / La tour de Nesle — Леоне де Бурнонвиль (капитан Бюридан)
- 1956 — Порт де Лила / Porte des Lilas, режиссёр Рене Клер — Жюжю
- 1957 — Закон / La Loi, режиссёр Жюль Дассен — дон Чезаре
- 1958 — Сильные мира сего / Les Grandes Familles, режиссёр Дени де Ла Пательер — Люсьен Моблан
- 1958 — Без семьи / Sans famille, режиссёр Андре Мишель — Иеровоам Дрисколл
- 1958 — Жизнь вдвоём / La Vie à deux, режиссёр Клемен Дюур — Пьер Каро
- 1959 — Канцелярские крысы / Messieurs les ronds de cuir, режиссёр Анри Диаман-Берже — месье Негре
- 1959 — Карфаген в огне / Carthage en flammes, режиссёр Кармине Галлоне — Сидон
- 1959 — Головой о стену / La Tête contre les murs, режиссёр Жорж Франжю — доктор Вармонт
- 1960 — Кандид, или Оптимизм в XX веке / Candide ou l’optimisme au XXe siècle, режиссёр Норбер Карбонно — доктор Панглос
- 1960 — Глаза без лица / Les yeux sans visage, режиссёр Жорж Франжю — доктор Женессье
- 1960 — Диалог кармелиток / Le dialogue des Carmélites, режиссёры Филипп Агостини, Раймонд Леопольд Брукбергер — народный комиссар
- 1961 — Знаменитые любовные истории / Les Amours célèbres, режиссёр Мишель Буарон — Великий герцог Эрнест Виттельсбахский
- 1961 — Убийца выходит из тени / Pleins feux sur l’assassin, режиссёр Жорж Франжю — граф Эрве де Керлоген
- 1961 — Да здравствует Генрих IV, да здравствует любовь! / Vive Henri IV, vive l’amour!, режиссёр Клод Отан-Лара — коннетабль Монморанси
- 1961 — Дело Нины Б. / L’affaire Nina B, режиссёр Роберт Сьодмак — Беррара
- 1961 — Ранним утром / Les petits matins, режиссёр Жаклин Одри — Ашиль
- 1962 — Вот и встретились / Rencontres, режиссёр Филипп Агостини — Карл Краснер
- 1962 — Лодка Эмиля / Le Homard flambé, режиссёр Дени де Ла Пательер — Франсуа Лармантьель
- 1962 — Преступление не выгодно / Le crime ne paie pas, режиссёр Жерар Ури — Мартен Фено
- 1963 — Веские доказательства / Les Bonnes Causes, режиссёр Кристиан-Жак — vэтр Кэссиди, адвокат
- 1963 — Отвратительный человек таможен / L’Abominable Homme des douanes, режиссёр Марк Аллегре — русский киллер
- 1964 — Чёрный юмор / Humour noir, режиссёр Клод Отан-Лара — лекарь
- 1964 — Счастливчик Джо / Lucky Jo, режиссёр Мишель Девиль — комиссар
- 1964 — Клад Жозефы / Le Magot de Josepha, режиссёр Клод Отан-Лара : Le maire
- 1964 — В любой из вечеров… / Un soir par hasard, режиссёр Иван Говар — Шарль
- 1964 — Песчинка / Le grain de sable, режиссёр Пьер Каст — Жорж Рихтер
- 1965 — Нет икры для тётушки Ольги / Pas de caviar pour tante Olga, режиссёр Жан Беккер — Паташ
- 1965 — Золото герцога / L’Or du duc, режиссёр Жак Баратье — махараджа
- 1965 — Превращение мокриц / La Métamorphose des cloportes, режиссёр Пьер Гранье-Дефер — Тонтон
- 1965 — Жизнь богачей / La Vie de château, режиссёр Жан-Поль Раппно — Диманше
- 1965 — Новый мир / Un monde jeune, режиссёр Витторио Де Сика — фотограф
- 1965 — Без паники / Pas de panique, режиссёр Серджо Гобби — Туссен
- 1966 — Червовый король / Le Roi de cœur, режиссёр Филипп де Брока — генерал
- 1967 — Птицы летят умирать в Перу / Les oiseaux vont mourir au Pérou, режиссёр Ромен Гари — муж Адрианы
- 1968 — Возвращение Монте-Кристо / Sous le signe de Monte-Cristo, режиссёр Андре Юнебель — Фариа
- 1971 — Повторный брак / Les Mariés de l’an II, режиссёр Жан-Поль Раппно — Госселен
- 1972 — Прекраснейший вечер моей жизни / Le comte de La Brunetière, режиссёр Этторе Скола — адвокат